# 田中まい
田中 まい（たなか まい、1989年12月25日 - ）は、女子競輪選手。千葉県出身。日本競輪選手会千葉支部所属。日本競輪学校（当時。以下、競輪学校）第104期生。

## 来歴
千葉経済大学附属高等学校に入学後、自転車競技を始める。その後、日本体育大学体育学部に進学インカレ等で活躍し卒業。
2011年12月16日、競輪学校第104回（女子第2回、技能）試験に合格。翌2012年5月に競輪学校に第104期生として入学。
2013年3月29日、競輪学校を卒業。在校競走成績は第3位（26勝）。同年5月11日、松戸競輪場でデビューし4着。初勝利は同年5月31日の平塚競輪場。
2014年6月28日、平塚FI（ナイター）で初優勝（完全優勝）。

## 人物
- 実父の進（36期、引退）は元競輪選手。
- 師匠は花嶋洋之（56期）。
- 女子競輪選手として初めて、オリンピック・パラリンピックメダリストである。

## 主な実績
2011年
- 全日本学生選手権自転車競技大会・個人追抜 優勝
- 全日本学生選手権個人ロードレース大会
  - 個人ロードレース 優勝
  - 個人タイムトライアル 優勝
- 全日本選手権トラックレース
  - 個人追抜 2位
  - 団体追抜 2位

2014年
- 8月29日、パラサイクリング世界選手権 女子視覚障害タンデムクラス・ロードタイムトライアル優勝（鹿沼由理恵のパイロットとして）[3]

2016年
- 9月14日、リオデジャネイロパラリンピック自転車競技 女子タンデム個人ロードレース・タイムトライアルクラスB銀メダル（鹿沼由理恵のパイロットとして）[4]